# SHA-1
SHA-1 (engelska: Secure Hash Algorithm) är en kryptografisk hashfunktion utvecklad av amerikanska National Security Agency (NSA). SHA-1 lanserades 1995 och är en utveckling av den tidigare SHA-0. SHA-1 och MD5 är förbättrade MD4.
SHA-1 anses sedan 2005 ha undermålig säkerhet, och 2017 publicerades en kollision vilket visade detta i praktiken. Sedan november 2016 har flera tillverkare av webbläsare uppdaterat dem att sluta acceptera SHA-1.